# Bataille de Doubtful Canyon
Guerres apaches
Guerre de Sécession
Batailles
- Point of Rocks (en)
- Wagon Mound (en)
- Combat de Bell (en)
- Cieneguilla (en)
- Ojo Caliente Canyon (en)

- Diablo Mountains (en)
- Expédition d'Antelope Hills (en)
- Little Robe Creek (en)
- 1re Adobe Walls

- Cooke's Spring (en)
- Expédition de Bonneville (en)
- Madera Canyon (en)
- Mimbres River (en)
- Affaire Bascom
- Tubac
- Cooke's Canyon
- Florida Mountains
- Gallinas Mountains
- Placito
- Pinos Altos
- 1re Dragoon Springs
- 2e Dragoon Springs
- Apache Pass
- Big Bug
- Mowry (en)
- Mount Gray
- Doubtful Canyon
- Fort Buchanan

- Pipe Spring

- Camp Grant
- Wickenburg
- Burro Canyon
- Tonto Basin
- Salt River Canyon
- Turret Peak (en)
- Sunset Pass (en)

- Yellow House Canyon (en)

- Ojo Caliente
- Las Animas Canyon
- Hembrillo Basin (en)
- Alma (en)
- Fort Tularosa (en)
- Carrizo Canyon (en)

- Cibecue Creek
- Fort Apache (en)
- McMillenville (en)
- Big Dry Wash
- Lordsburg Road
- Devil's Creek (en)
- Little Dry Creek (en)
- Nacori Chico
- Bear Valley (en)
- Pinito Mountains

- Kelvin Grade (en)
- Cherry Creek (en)
- Guadalupe Canyon (en)

- Stanwix Station
- Picacho Pass
- Tucson
- Apache Pass
- La Paz
- Pecos River
- Mount Gray
- Doubtful Canyon
- Fort Buchanan

La bataille de Doubtful Canyon s'est déroulée le 3 mai 1864 entre une compagnie d'infanterie de la colonne de Californie et une bande de cent Apaches environ. L'escarmouche se tient près de Steins Peak (en) dans le Doubtful Canyon (en), dans le territoire de l'Arizona. Doubtful Canyon, avec le col Apache en Arizona et le canyon de Cooke (en) au Nouveau-Mexique sont des lieux propices pour une embuscade des Apaches le long de la route du Butterfield Overland Mail (en)
Les californiens sont en route du fort Cummings vers le fort Bowie dans le district militaire de l'Arizona, quand ils sont attaqués dans le canyon. La bande d'Apaches sont battus pas cinquante-quatre hommes de la compagnie I du 5th California Infantry sous les ordres du lieutenant Henry H. Stevens. L'escarmouche dure environ une heure, jusqu'à ce que les Apaches s'enfuient. Les Apaches perdent 10 tués, 20 blessés. Les californiens perdent un disparus et cinq blessés selon les archives officielles(p909). Michno déclare que la bataille a duré quasiment deux heures et que les californiens ont perdu 6 blessés (1 mortellement), un disparu présumé tué.